# Negreni (okręg Gorj)
Negreni – wieś w Rumunii, w okręgu Gorj, w gminie Licurici. W 2011 roku liczyła 586 mieszkańców.